# 皇家工兵足球俱樂部
皇家工兵足球俱樂部（英語：Royal Engineers A.F.C.）是一支代表英國陸軍皇家工兵部隊（即「工兵」）的足球俱樂部，總部位於肯特郡查塔姆。1863年，皇家工兵足球俱樂部正式成立，並在1869年加入成立僅6年的英格蘭足球總會。4年之後，皇家工兵足球俱樂部成為第一批參與全國巡迴比賽的球隊，曾經前往諾丁漢、德比、雪菲爾等城市參加球賽。
在1870年代，皇家工兵足球俱樂部是英格蘭最強的足球球隊之一。在前八屆英格蘭足總盃球季中，皇家工兵足球俱樂部就有四屆進入決賽。其中在1872年，皇家工兵足球俱樂部直接在第一屆英格蘭足總盃中就踢進決賽，但以0比1敗給流浪足球俱樂部。2年後，皇家工兵足球俱樂部在決賽以0比2敗給牛津大學。1875年，皇家工兵足球俱樂部擊敗伊頓舊生足球俱樂部，贏得1874-75球季英格蘭足總盃冠軍冠軍。1878年，皇家工兵足球俱樂部再次進入決賽，但以1比3敗給流浪足球俱樂部。到1880年代末，皇家工兵足球俱樂部仍可以與英格蘭足球聯賽中新興的職業足球隊平起平坐。
皇家工兵足球俱樂部是現代足球傳球戰術的先驅，該戰術注重隊友之間彼此密集傳球的能力，而不是當時個人盤球、帶球並衝向球門的做法。隨著職業球隊的興起，皇家工兵足球俱樂部並沒有轉型為職業球隊，而是繼續定位為業餘愛好者組成的足球俱樂部，甚至被視為是由最後一支由業餘球員組成的「紳士球隊」代表。1888年，皇家工兵足球俱樂部加入新成立的陸軍足球俱樂部。自1890年代以來，皇家工兵足球俱樂部就沒有參加過職業足球比賽，而主要是與其他武裝部隊選拔的足球俱樂部比賽，

## 外部連結
- Royal Engineers website （页面存档备份，存于）
- Royal Engineers Museum When the Sappers won the FA Cup (1875)